# Джасліт Сінг (тенісист)
Джасліт Сінг (нар. 4 лютого 1948) — колишній індійський тенісист.
Найвищу одиночну позицію світового рейтингу — 89 місце досяг 3 червня 1974 року.
Найвищим досягненням на турнірах Великого шолома був чвертьфінал в змішаному парному розряді.

## Фінали Гран-прі за кар'єру

### Парний розряд: 1 (0–1)
| Результат | W/L | Дата     | Турнір         | Покриття | Партнер        | Суперники              | Рахунок       |
| --------- | --- | -------- | -------------- | -------- | -------------- | ---------------------- | ------------- |
| Поразка   | 0–1 | Гру 1977 | Бобмбей, Індія | Ґрунт    | Марсельйо Лара | Майк Кейгілл Террі Мур | 7–6, 4–6, 4–6 |